# Jeziórka
Jeziórka (do 1996 Jeziorka) – wieś sołecka w Polsce położona w województwie mazowieckim, w powiecie grójeckim, w gminie Pniewy.
Wieś Jeziora Małe była własnością Opactwa Benedyktynów w Płocku, odstąpiona księciu Trojdenowi w 1338 roku. 
W latach 1954–1958 wieś należała i była siedzibą władz gromady Jeziórka, po jej zniesieniu w gromadzie Pniewy. W latach 1975–1998 miejscowość administracyjnie należała do województwa radomskiego. Położona nad rzeką Jeziorką, dopływem Wisły.
We wsi znajduje się kościół i zabytkowa dzwonnica z XVII w. Kościół jest siedzibą parafii pod wezwaniem Przemienienia Pańskiego, należącej do dekanatu grójeckiego, archidiecezji warszawskiej.
W latach 1975–1998 miejscowość administracyjnie należała do województwa radomskiego.